# Audelange
Audelange är en kommun i departementet Jura i regionen Bourgogne-Franche-Comté i östra Frankrike. Kommunen ligger i kantonen Rochefort-sur-Nenon som tillhör arrondissementet Dole. År 2022 hade Audelange 258 invånare.

## Befolkningsutveckling
Antalet invånare i kommunen Audelange
Referens:INSEE